# Leichtathletik-Europameisterschaften 1971/400 m Hürden der Männer

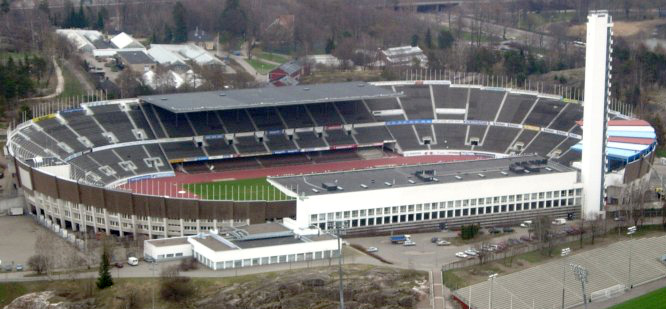
Das Olympiastadion von Helsinki im Jahr 2005

Der 400-Meter-Hürdenlauf der Männer bei den Leichtathletik-Europameisterschaften 1971 wurde vom 10. bis 12. August 1971 im Olympiastadion von Helsinki ausgetragen.
Europameister wurde der französische 400-Meter-Vizeeuropameister von 1969 Jean-Claude Nallet. Er gewann vor dem DDR-Läufer Christian Rudolph. Bronze ging an Dimitri Stukalow aus der UdSSR.

## Rekorde
Vorbemerkung:

In diesen Jahren gab es bei den Bestleistungen und Rekorden eine Zweiteilung. Es wurden nebeneinander handgestoppte und elektronisch ermittelte Leistungen geführt. Die offizielle Angabe der Zeiten erfolgte in der Regel noch in Zehntelsekunden, die bei Vorhandensein elektronischer Messung gerundet wurden. Wegen des Wegfalls der Reaktionszeit des Zeitnehmers bei elektronischer Zeitnahme stand in der Diskussion, einen sogenannten Vorschaltwert einzuführen, um die handgestoppten Leistungen nicht automatisch besser zu stellen. Doch es blieb dann bei der korrekten Angabe dieser Zeiten, die später auch offiziell mit Hundertstelsekunden nach dem Komma geführt wurden.

### Bestehende Rekorde
| Weltrekord           | 48,1 s | David Hemery     | Olympische Spiele Mexiko-Stadt, Mexiko  | 15. Oktober 1968   |
| Europarekord         | 48,1 s | David Hemery     | Olympische Spiele Mexiko-Stadt, Mexiko  | 15. Oktober 1968   |
| Meisterschaftsrekord | 49,2 s | Salvatore Morale | EM Belgrad, Jugoslawien (heute Serbien) | 14. September 1962 |

### Rekordegalisierung/-verbesserungen
Der bestehende EM-Rekord wurde egalisiert, nach den bislang nur inoffiziellen auf Hundertstelsekunden gerundeten elektronisch ermittelten Werten sogar verbessert. Außerdem wurden zwei neue Landesrekorde aufgestellt.
- Meisterschaftsrekord:
  - offiziell: 49,2 s (egalisiert) / inoffiziell (elektronisch): 49,15 s (verbessert) – Jean-Claude Nallet (Frankreich), Finale am 12. August
- Landesrekorde:
  - offiziell: 50,6 s (verbessert) / inoffiziell (elektronisch): 50,63 s (verbessert) – Ivan Daniš (Tschechoslowakei), erstes Halbfinale am 11. August
  - offiziell: 49,3 s (verbessert) / inoffiziell (elektronisch): 49,34 s (verbessert) – Christian Rudolph (DDR), erstes Halbfinale am 11. August

## Vorrunde
10. August 1971
Die Vorrunde wurde in vier Läufen durchgeführt. Die ersten vier Athleten pro Lauf – hellblau unterlegt – qualifizierten sich für das Halbfinale.

### Vorlauf 1
| Platz | Name               | Nation           | Offizielle Zeit (s) auf Zehntel gerundet | Inoffizielle Zeit (s) exakter Wert |
| 1     | Jewgeni Gawrilenko | Sowjetunion      | 50,8                                     | 50,79                              |
| 2     | Heinz Hofer        | Schweiz          | 51,1                                     | 51,08                              |
| 3     | Ari Salin          | Finnland         | 51,3                                     | 51,28                              |
| 4     | Lucien Baggio      | Frankreich       | 51,3                                     | 51,29                              |
| 5     | Zdzisław Serafin   | Polen            | 51,5                                     | 51,53                              |
| 6     | Kenth Öhman        | Schweden         | 51,9                                     | 51,92                              |
| 7     | Ladislav Kárský    | Tschechoslowakei | 52,0                                     | 51,95                              |

### Vorlauf 2
| Platz | Name                     | Nation           | Offizielle Zeit (s) auf Zehntel gerundet | Inoffizielle Zeit (s) exakter Wert |
| 1     | Wjatscheslaw Skomorochow | Sowjetunion      | 50,5                                     | 50,48                              |
| 2     | Dieter Büttner           | BR Deutschland   | 50,6                                     | 50,64                              |
| 3     | Ivan Daniš               | Tschechoslowakei | 50,7                                     | 50,74                              |
| 4     | Giorgio Ballati          | Italien          | 51,1                                     | 51,07                              |
| 5     | Jürgen Laser             | DDR              | 51,4                                     | 51,38                              |
| 6     | Torsten Torstensson      | Schweden         | 51,9                                     | 51,85                              |
| 7     | Witold Banaszak          | Polen            | 51,0                                     | 51,91                              |
| 8     | John Sherwood            | Großbritannien   | 52,6                                     | 52,62                              |

### Vorlauf 3
| Platz | Name               | Nation         | Offizielle Zeit (s) auf Zehntel gerundet | Inoffizielle Zeit (s) exakter Wert |
| 1     | Christian Rudolph  | DDR            | 50,5                                     | 50,48                              |
| 2     | Werner Reibert     | BR Deutschland | 51,0                                     | 51,04                              |
| 3     | Tadeusz Kulczycki  | Polen          | 51,1                                     | 51,11                              |
| 4     | Michel Montgermont | Frankreich     | 51,4                                     | 51,40                              |
| 5     | Francisco Suárez   | Spanien        | 51,8                                     | 51,77                              |
| 6     | David Scharer      | Großbritannien | 52,0                                     | 51,98                              |
| 7     | Daniele Giovanardi | Italien        | 52,0                                     | 52,00                              |
| 8     | Alberto Matos      | Portugal       | 52,3                                     | 52,26                              |

### Vorlauf 4
| Platz | Name               | Nation         | Offizielle Zeit (s) auf Zehntel gerundet | Inoffizielle Zeit (s) exakter Wert |
| 1     | Jean-Claude Nallet | Frankreich     | 50,7                                     | 50,69                              |
| 2     | Dimitri Stukalow   | Sowjetunion    | 50,8                                     | 50,78                              |
| 3     | Jaakko Tuominen    | Finnland       | 51,2                                     | 51,21                              |
| 4     | Gerhard Hennige    | BR Deutschland | 51,2                                     | 51,23                              |
| 5     | Manuel Soriano     | Spanien        | 51,3                                     | 51,29                              |
| 6     | Håkan Öberg        | Schweden       | 51,7                                     | 51,72                              |
| 7     | Ion Ratoi          | Rumänien       | 52,1                                     | 52,10                              |
| 8     | John Dillon        | Irland         | 58,4                                     | 58,42                              |

## Halbfinale
11. August 1971, 19:10 Uhr
In den beiden Halbfinalläufen qualifizierten sich die jeweils ersten vier Athleten – hellblau unterlegt – für das Finale.

### Lauf 1
| Platz | Name                     | Nation           | Offizielle Zeit (s) auf Zehntel gerundet | Inoffizielle Zeit (s) exakter Wert |
| 1     | Jewgeni Gawrilenko       | Sowjetunion      | 50,2000                                  | 50,15000                           |
| 2     | Jean-Claude Nallet       | Frankreich       | 50,4000                                  | 50,35000                           |
| 3     | Wjatscheslaw Skomorochow | Sowjetunion      | 50,4000                                  | 50,42000                           |
| 4     | Ivan Daniš               | Tschechoslowakei | 50,6 NR                                  | 50,63 NR                           |
| 5     | Gerhard Hennige          | BR Deutschland   | 50,9000                                  | 50,87000                           |
| 6     | Jaakko Tuominen          | Finnland         | 51,1000                                  | 51,13000                           |
| 7     | Giorgio Ballati          | Italien          | 51,1000                                  | 51,50000                           |
| 8     | Michel Montgermont       | Frankreich       | 52,8000                                  | 52,77000                           |

### Lauf 2
| Platz | Name              | Nation         | Offizielle Zeit (s) auf Zehntel gerundet | Inoffizielle Zeit (s) exakter Wert |
| 1     | Christian Rudolph | DDR            | 49,8                                     | 49,82                              |
| 2     | Dieter Büttner    | BR Deutschland | 50,2                                     | 50,21                              |
| 3     | Dimitri Stukalow  | Sowjetunion    | 50,3                                     | 50,34                              |
| 4     | Ari Salin         | Finnland       | 50,4                                     | 50,41                              |
| 5     | Werner Reibert    | BR Deutschland | 50,5                                     | 50,45                              |
| 6     | Tadeusz Kulczycki | Polen          | 51,2                                     | 51,16                              |
| 7     | Heinz Hofer       | Schweiz        | 51,6                                     | 51,56                              |
| 8     | Lucien Baggio     | Frankreich     | 51,8                                     | 51,82                              |

## Finale
12. August 1971, 19:15 Uhr
| Platz | Name                     | Nation           | Offizielle Zeit (s) auf Zehntel gerundet | Inoffizielle Zeit (s) exakter Wert |
| 1     | Jean-Claude Nallet       | Frankreich       | 49,2 CRe                                 | 49,15 CRel                         |
| 2     | Christian Rudolph        | DDR              | 49,3 DR0                                 | 49,34 DR00                         |
| 3     | Dimitri Stukalow         | Sowjetunion      | 50,00000                                 | 50,0400000                         |
| 4     | Dieter Büttner           | BR Deutschland   | 50,10000                                 | 50,0900000                         |
| 5     | Jewgeni Gawrilenko       | Sowjetunion      | 50,50000                                 | 50,5100000                         |
| 6     | Ari Salin                | Finnland         | 50,60000                                 | 50,5700000                         |
| 7     | Wjatscheslaw Skomorochow | Sowjetunion      | 50,80000                                 | 50,8400000                         |
| 8     | Ivan Daniš               | Tschechoslowakei | 51,80000                                 | 51,7600000                         |

## Video
- EUROPEI DI HELSINKI 1971 RICOSTRUZIONE 400 HS NALLET, youtube.com, abgerufen am 26. Juli 2022